# Ріяд Фарід Хіджаб
Ріяд Фарід Хіджа́б (араб. رياض فريد حجاب, трансліт. Riyāḍ Farīd Ḥijāb; нар. 1966) — сирійський політик. Він працював прем'єр-міністром Сирії з червня по серпень 2012 року, під керівництвом президента Башара аль-Асада. З 2011 по 2012 рік був міністром сільського господарства.

## Біографія
Хіджаб народився в сім'ї мусульман-сунітів у місті Дайр-ез-Заур у однойменній провінції у 1966 році. Має ступінь доктора (PhD) з сільськогосподарського машинобудування.

## Кар'єра
Хіджаб був президентом відділення Azzour Національної спілки сирійських студентів з 1989 по 1998 рік. З 1998 по 2004 рік був членом керівництва відділення партії Баас. У 2004 році Хіджаб став секретарем відділення партії Баас у Дайр-ез-Заурі, і обіймав цю посаду до 2008 року.
Хіджаб був призначений губернатором провінції Кунейтра в 2008 році, а 22 лютого 2011 року він був призначений губернатором провінції Латакія. Його призначення відбулося на початковому етапі громадянської війни в Сирії. Він також працював головою комітету безпеки в провінції для моніторингу та придушення діяльності опозиції. Був призначений міністром сільського господарства та аграрної реформи 14 квітня 2011 року, замінивши Аделя Сафара, який був призначений прем'єр-міністром Сирії.
6 червня 2012 року, після парламентських виборів, які бойкотували повстанці, президент Башар аль-Асад призначив Хіджаба прем'єр-міністром Сирії. BBC News описала його як «завзятого прихильника Асада та ключового члена правлячої партії Баас». Повідомляється, що це призначення здивувало експертів, оскільки очікувалося, що аль-Асад додасть своєму уряду більше довіри, назвавши кандидата, який не є баасистом. Невдовзі після призначення прем'єр-міністром Мінфін США ввів проти нього санкції.

## Звільнення
6 серпня 2012 року уряд Сирії оприлюднив заяву про те, що Хіджаба було звільнено і що віцепрем'єр Омар Ібрагім Галаванджі очолить новий тимчасовий уряд. Невдовзі після цього прессекретар Хіджаба Мохаммад Отарі заявив, що Хіджаб перейшов на бік сирійської опозиції, яка бере участь у сирійській революції, в заяві було розкритиковано нинішній уряд Сирії, названо його «терористичним режимом». У заяві говорилося: «Відсьогодні я солдат цієї благословенної революції». Хіджабу вдалося втекти до Йорданії 6 серпня 2012 року разом із 45 членами своєї родини за допомогою великої Вільної сирійської армії.
Повідомлялося, що Хіджаб прямував до Катару, який активно підтримував сирійських повстанців.
Виступаючи в Аммані, Йорданія, 14 серпня 2012 року Хіджаб стверджував, що нинішній уряд Асада зазнає краху «морально, фінансово та військово» і нібито контролює лише 30 % усієї країни. Він закликав Сирійську арабську армію та її офіцерів приєднатися до повстання проти президента Асада та уряду партії Баас, а також до об'єднання опозиційних сил. 17 серпня Хіджаб провів зустрічі в Досі, щоб обговорити повалення Асада і спробувати об'єднати сили сирійської опозиції.
За словами його прессекретаря Отарі 6 серпня, Хіджаб також спонукав інших посадовців до втечі, а опозиційні джерела стверджували, що три інші міністри, а також три армійські генерали втекли того ж дня. Однак один із міністрів, названих опозицією, скарбник Сирії Мохамад Гіллаті пізніше того ж дня виступив на сирійському телебаченні, щоб спростувати чутки про його перехід на бік повстанців.
Хоча Хіджаб не вважався членом найближчого оточення Асада, BBC News описав його відхід як «найгучнішу втечу з початку повстання в березні 2011 року» та «приголомшливий удар для президента Асада». Оглядач Guardian Ієн Блек назвав це «пропагандистським переворотом для опозиції», але не «смертельним ударом». Уряд Сполучених Штатів заявив, що це показало, що уряд Асада «руйнується зсередини». Адміністрація Барака Обами знову закликала Асада піти у відставку.
Обов'язки Хіджаба тимчасово виконував сирійський міністр Омар Ібрагім Галаванджі, який 9 серпня 2012 року передав свої обов'язки новопризначеному прем'єр-міністру Сирії доктору Ваелю Надеру аль-Халькі, колишньому міністру охорони здоров'я Сирії, суніту, уродженцю міста Джасім, партійному чиновнику і професору медичних наук. Президент аль-Асад оцінив втечу Хіджаба як «самоочищення уряду, в першу чергу, і країни в цілому». За даними Der Spiegel, Хіджаба та інших відомих сирійських перебіжчиків підкупили французькі спецслужби, а також Катар.

### Роль у сирійській опозиції
Хіджаб був обраний в Ер-Ріяді в грудні 2015 року сирійською опозицією як голова Вищого комітету з переговорів, який обрав делегацію для переговорів в Женеві. У 2017 році він пішов у відставку з посади голови групи після тиску Саудівської Аравії.

## Політичні позиції
У 2016 Хіджаб заявив, що він проти федералізму в Сирії .

## Особисте життя
Хіджаб одружений, має чотирьох дітей і є мусульманином-сунітом.